# گرهارت فیزلر
گرهارت فیزلر (آلمانی: Gerhard Fieseler؛ ‏ تلفظ آلمانی: [ˈɡeːɐ̯haʁt]؛ ‏ ۱۵ آوریل ۱۸۹۶ – ۱ سپتامبر ۱۹۸۷) خلبان تک‌خال جنگ جهانی اول و موسس شرکت هواپیماسازی فیزلر اهل آلمان بود.